# Kenan Bajrić
Kenan Bajric (Liubliana, Eslovenia, 20 de diciembre de 1994) es un futbolista esloveno. Juega de defensa y su equipo es el Š. K. Slovan Bratislava de la Superliga de Eslovaquia.

## Trayectoria
Sus inicios como jugador fueron en el Olimpija Ljubljana, jugando por primera vez en 2012, siendo titular permanentemente, donde se mantuvo en el conjunto esloveno hasta 2017 cuando fichó por el Slovan Bratislava. Tiene contrato con el conjunto eslovaco hasta 2023.

### Incidente con Raúl Jiménez
El 7 de noviembre de 2019, en un partido de Liga Europa de la UEFA que enfrentaba a su equipo, el Slovan Bratislava, y los Wolves, el futbolista sufrió una conmoción cerebral tras un fuerte choque con el delantero Raúl Jiménez. Las asistencias entraron rápidamente y todo quedó en un susto.   

## Clubes
| Club                     | País       | Año       |
| ------------------------ | ---------- | --------- |
| N. K. Olimpija Ljubljana | Eslovenia  | 2012-2017 |
| Š. K. Slovan Bratislava  | Eslovaquia | 2018-     |
| Pafos F. C. (cedido)     | Chipre     | 2021-2023 |

## Palmarés

### Títulos nacionales
| Título                  | Club                     | País       | Año  |
| ----------------------- | ------------------------ | ---------- | ---- |
| Prva SNL                | N. K. Olimpija Ljubljana | Eslovenia  | 2016 |
| Copa de Eslovaquia      | Š. K. Slovan Bratislava  | Eslovaquia | 2018 |
| Superliga de Eslovaquia | Š. K. Slovan Bratislava  | Eslovaquia | 2019 |
| Superliga de Eslovaquia | Š. K. Slovan Bratislava  | Eslovaquia | 2020 |
| Copa de Eslovaquia      | Š. K. Slovan Bratislava  | Eslovaquia | 2020 |
| Superliga de Eslovaquia | Š. K. Slovan Bratislava  | Eslovaquia | 2021 |
| Copa de Eslovaquia      | Š. K. Slovan Bratislava  | Eslovaquia | 2021 |
| Superliga de Eslovaquia | Š. K. Slovan Bratislava  | Eslovaquia | 2024 |
| Superliga de Eslovaquia | Š. K. Slovan Bratislava  | Eslovaquia | 2025 |